# Château de Takeda
Le château de Takeda (竹田城, Takeda-jō) était un château japonais, désormais en ruine, situé dans la ville d'Asago au Japon. Il est situé à environ 353 mètres d'altitude dans la partie nord de la préfecture de Hyōgo, au nord de Himeji et au nord-ouest de Kyoto.
En 2006, il a été listé comme étant l'un des cent châteaux japonais remarquables et est parfois surnommé le « Machu Picchu du Japon »[réf. nécessaire], ainsi que le « château dans les nuages », car la brume qui envahit la vallée à l'aube donne l'impression que le château flotte dans les nuages.
En 2014, il a attiré le nombre record de 580 000 visiteurs.

## Histoire
La construction du château de Takeda aurait commencé en 1431 sur ordre du daimyō Yamana Sōzen, seigneur du château d'Izushi. Lors de son achèvement en 1443, Yamana aurait placé à sa tête Otagaki Mitsukage, qui devint ainsi le premier seigneur du château.
En 1577, au cours de sa campagne militaire dans la province de Tajima, le château fut conquis par Hashiba Hidenaga pour son demi-frère Toyotomi Hideyoshi. Il fut ensuite placé sous le contrôle du jeune frère de Hideyoshi, Toyotomi Hidenaga.
Hirohide Akamatsu, le dernier seigneur du château, a combattu aux côtés de Toyotomi Hideyori à la bataille de Sekigahara en 1600. Même s'il servit vaillamment durant la bataille, Hirohide fut accusé d'incendie criminel et forcé de se faire seppuku. Après cela, le château a été abandonné.